# Kevin Cordón
Kevin Haroldo Cordón Buezo (* 28. November 1986 in La Unión, Zacapa, Guatemala) ist ein guatemaltekischer Badmintonspieler.

## Karriere
Kevin Cordón nahm 2008 im Herreneinzel an Olympia teil. Er verlor dabei nach einem Freilos zum Auftakt in der zweiten Runde und wurde somit 17. in der Endabrechnung. Im gleichen Jahr gewann er die Puerto Rico International und die Peru International. Ein Jahr später war er bei beiden Veranstaltungen wieder erfolgreich und siegte außerdem noch bei den Mexico International. 2009 gewann er ebenfalls zwei Titel bei den Panamerikameisterschaften. 2010 war er bei den Zentralamerika- und Karibikspielen erfolgreich. Bei den Olympischen Spielen 2020 erreichte er überraschend das Halbfinale, wo er gegen den späteren Olympiasieger Viktor Axelsen verlor. Im Spiel um Platz 3 unterlag er Anthony Ginting.

## Sportliche Erfolge
| Saison | Veranstaltung                             | Disziplin    | Platz | Name                           |
| ------ | ----------------------------------------- | ------------ | ----- | ------------------------------ |
| 2007   | Bulgarien: Internationale Meisterschaften | Herreneinzel | 2     | Kevin Cordón                   |
| 2007   | Panamerikaspiele                          | Herreneinzel | 2     | Kevin Cordón                   |
| 2008   | Puerto Rico International                 | Herreneinzel | 1     | Kevin Cordón                   |
| 2008   | Peru International                        | Herreneinzel | 1     | Kevin Cordón                   |
| 2008   | Olympia                                   | Herreneinzel | 17    | Kevin Cordón                   |
| 2008   | Miami PanAm International                 | Herreneinzel | 1     | Kevin Cordón                   |
| 2009   | Puerto Rico International                 | Herrendoppel | 1     | Kevin Cordon / Rodolfo Ramírez |
| 2009   | Peru International                        | Herrendoppel | 1     | Kevin Cordon / Rodolfo Ramirez |
| 2009   | Puerto Rico International                 | Herreneinzel | 1     | Kevin Cordón                   |
| 2009   | Mexico International                      | Herreneinzel | 1     | Kevin Cordón                   |
| 2009   | Panamerikameisterschaft                   | Herrendoppel | 1     | Kevin Cordon / Rodolfo Ramirez |
| 2009   | Panamerikameisterschaft                   | Herreneinzel | 1     | Kevin Cordón                   |
| 2009   | Santo Domingo International               | Herreneinzel | 1     | Kevin Cordón                   |
| 2010   | Zentralamerika- und Karibikspiele         | Herreneinzel | 1     | Kevin Cordón                   |
| 2010   | Miami PanAm International                 | Herreneinzel | 1     | Kevin Cordón                   |
| 2011   | Panamerikanische Spiele                   | Herreneinzel | 1     | Kevin Cordón                   |
| 2011   | Slovenia International                    | Herreneinzel | 2     | Kevin Cordón                   |
| 2012   | Guatemala International                   | Herreneinzel | 1     | Kevin Cordón                   |
| 2012   | Brazil International                      | Herreneinzel | 1     | Kevin Cordón                   |
| 2014   | Mercosul International                    | Herreneinzel | 1     | Kevin Cordón                   |
| 2014   | Argentina International                   | Herreneinzel | 1     | Kevin Cordón                   |
| 2014   | Chile International                       | Herreneinzel | 1     | Kevin Cordón                   |
| 2025   | Bolivia International                     | Herreneinzel | 1     | Kevin Cordón                   |